# Un mariage de raison
Pour plus de détails, voir Fiche technique et Distribution.
Un mariage de raison est un film muet français réalisé par Louis Feuillade et Léonce Perret, sorti en 1916.

## Fiche technique
- Titre : Un mariage de raison
- Réalisation : Louis Feuillade et Léonce Perret
- Scénario : Louis Feuillade
- Société de production : Société des Établissements L. Gaumont
- Société de distribution : Comptoir Ciné-Location (C.C.L.)
- Pays d'origine :  France
- Langue : film muet avec les intertitres en français
- Format : Couleurs et Noir et blanc — 35 mm — 1,33:1 — Muet
- Métrage : 1 560 mètres
- Genre :
- Durée : 52 minutes
- Dates de sortie : 
  -  France : 17 novembre 1916

## Distribution
- Louis Leubas : Comte de Jarcy
- Yvette Andréyor : Laure de Jarcy
- Édouard Mathé : Paul Soulier
- Armand Tallier : Jean Févrière
- Gaston Michel : le garde-chasse
- Georges Flateau : le valet
- Louise Lagrange : Odette
- Marthe Vinot
- Berthe Jalabert
- Monti
- Pomponnette
- Jacques Volnys